# 瑪麗亞·蘿拉·阿巴洛
瑪麗亞·蘿拉·阿巴洛（1981年8月17日—）是一名阿根廷划船運動員，曾代表國家參加2012年倫敦奧運的女子雙人單槳比賽，並未獲得獎牌。她也参加了2011年和2015年泛美运动会。